# 呃錢
《呃錢》（英語：Scam Alert），是香港無綫電視製作的資訊節目，由區永權、蕭正楠、李旻芳、梁敏巧主持，用受害人訪問及短劇介紹不同類型騙案。節目由2024年10月21日至11月1日逢星期一至五22:30至23:05於翡翠台播出。

## 每集內容
| 集數 | 日期     | 主題                     |
| ---- | -------- | ------------------------ |
| 1    | 10月21日 | 婚介對象真假難分？       |
| 2    | 10月22日 | 騙局從偽冒頭像開始       |
| 3    | 10月23日 | 冷靜識破假官員電騙       |
| 4    | 10月24日 | 「刷單任務」失百萬       |
| 5    | 10月25日 | 借網購平台名義套銀行資料 |
| 6    | 10月28日 | 假快遞、假公安連環騙     |
| 7    | 10月29日 | 假名人加持投資騙局       |
| 8    | 10月30日 | 「餸菜」都可以投資？     |
| 9    | 10月31日 | 色情陷阱局中局           |
| 10   | 11月1日  | 投資騙局日日新           |

## 外部連結
- 呃錢 | TVB 無綫電視